# Кубок вызова МХЛ 2012
Кубок вызова Молодёжной хоккейной лиги 2012 — 3 в истории Кубок вызова. Матч проходил в Магнитогорске на Арене Металлург и завершился со счётом 4:2 в пользу команды Запада.

## Составы команд
| Сборная Востока                  | Сборная Востока                  | Сборная Востока                  | Сборная Востока                  | Сборная Запада               | Сборная Запада               | Сборная Запада               | Сборная Запада               |
| -------------------------------- | -------------------------------- | -------------------------------- | -------------------------------- | ---------------------------- | ---------------------------- | ---------------------------- | ---------------------------- |
| №                                | Гр.                              | Имя и фамилия                    | Команда                          | №                            | Гр.                          | Имя и фамилия                | Команда                      |
| Вратари                          |                                  |                                  |                                  |                              |                              |                              |                              |
| 20                               | Россия                           | Денис Перевозчиков               | Барс                             | 35                           | Россия                       | Евгений Иванников            | СКА-1946                     |
| 59                               | Россия                           | Эдуард Рейзвих                   | Омские ястребы                   | 62                           | Россия                       | Роман Смирягин               | Алмаз                        |
| Защита                           |                                  |                                  |                                  |                              |                              |                              |                              |
| 29                               | Россия                           | Егор Антропов                    | Омские ястребы                   | 8                            | Россия                       | Денис Баранцев               | ХК МВД                       |
| 91                               | Россия                           | Константин Бочкарёв              | Ладья                            | 72                           | Россия                       | Илья Бессонов                | Снежные барсы                |
| 70                               | Россия                           | Артём Булычёв                    | Барс                             | 78                           | Россия                       | Николай Богомолов            | Русские витязи               |
| 26                               | Россия                           | Ильдар Исангулов                 | Толпар                           | 54                           | Россия                       | Станислав Глазунов           | Мытищинские атланты          |
| 30                               | Россия                           | Антон Капотов                    | Кузнецкие медведи                | 7                            | Чехия                        | Михал Дворжак                | Татранские волки             |
| 89                               | Россия                           | Никита Нестеров                  | Белые медведи                    | 87                           | Россия                       | Артём Земчёнок               | МХК Спартак                  |
| 13                               | Россия                           | Валерий Садиков                  | Газовик                          | 52                           | Россия                       | Сергей Ильминский            | Серебряные львы              |
| 76                               | Россия                           | Павел Яценков                    | Кузнецкие медведи                | 79                           | Латвия                       | Мартиньш Яковлев             | ХК Рига                      |
| Нападение                        |                                  |                                  |                                  |                              |                              |                              |                              |
| 73                               | Россия                           | Григорий Аксютов                 | Чайка                            | 27                           | Россия                       | Антон Андриянов              | Капитан                      |
| 52                               | Россия                           | Ансель Галимов                   | Реактор                          | 97                           | Россия                       | Никита Гусев                 | Красная армия                |
| 60                               | Россия                           | Артём Гареев                     | Толпар                           | 90                           | Россия                       | Павел Дедунов                | Амурские тигры               |
| 95                               | Россия                           | Евгений Григоренко               | Стальные лисы                    | 91                           | Россия                       | Станислав Кацуба             | Амурские тигры               |
| 8                                | Россия                           | Семён Жеребцов                   | Омские ястребы                   | 21                           | Россия                       | Максим Квитченко             | МХК Химик                    |
| 4                                | Россия                           | Вячеслав Козуб                   | Олимпия                          | 18                           | Россия                       | Егор Кривченко               | МХК Химик                    |
| 90                               | Россия                           | Николай Красотин                 | Локо                             | 91                           | Беларусь                     | Станислав Лопачук            | Юность                       |
| 15                               | Россия                           | Вадим Перескоков                 | Белые тигры                      | 13                           | Россия                       | Роман Любимов                | Красная армия                |
| 24                               | Россия                           | Евгений Полторак                 | Мамонты Югры                     | 15                           | Беларусь                     | Максим Парфеевец             | Динамо-Шинник                |
| 92                               | Россия                           | Владимир Соболев                 | Сибирские снайперы               | 25                           | Россия                       | Виталий Попов                | Алмаз                        |
| 98                               | Россия                           | Евгений Соловьёв                 | Стальные лисы                    | 93                           | Россия                       | Юрий Скворцов                | СКА-1946                     |
| 50                               | Россия                           | Иван Яценко                      | Авто                             | 53                           | Россия                       | Павел Чернов                 | Мытищинские атланты          |
| Тренеры                          |                                  |                                  |                                  |                              |                              |                              |                              |
| Главный тренер: Евгений Корешков | Главный тренер: Евгений Корешков | Главный тренер: Евгений Корешков | Главный тренер: Евгений Корешков | Главный тренер: Юрий Страхов | Главный тренер: Юрий Страхов | Главный тренер: Юрий Страхов | Главный тренер: Юрий Страхов |

## Ход игры
| 11 февраля 2012 | Восток | 2 : 4 (1:0, 1:2, 0:2) | Запад | Арена Металлург Зрителей: 7707 |

| Отчёт                                          | Отчёт                               | Отчёт                                                                                                 | Отчёт                | Отчёт                                          |
| ---------------------------------------------- | ----------------------------------- | --- | -------------------- | ---------------------------------------------- |
|                                                |                                     | |                      |                                                |
|                                                | Перевозчиков / Рейзвих              | Вратари                                                                                               | Иванников / Смирягин | Судьи: Бирюков (Москва) Шемякин (Магнитогорск) |
|                                                | Голы:                               | |                      | Судьи: Бирюков (Москва) Шемякин (Магнитогорск) |
| Капотов (Козуб, Гареев) 17' (бол.) Галимов 32' | 1 : 0 2 : 0 2 : 1 2 : 2 2 : 3 2 : 4 | Любимов (Чернов, Гусев) 33' (бол.) Квитченко (Скворцов) 39' Любимов (Чернов, Гусев) 46' Богомолов 60' |                      | Судьи: Бирюков (Москва) Шемякин (Магнитогорск) |
|                                                |                                     | |                      | Судьи: Бирюков (Москва) Шемякин (Магнитогорск) |
|                                                |                                     | |                      | Судьи: Бирюков (Москва) Шемякин (Магнитогорск) |
|                                                |                                     | |                      | Судьи: Бирюков (Москва) Шемякин (Магнитогорск) |
| 4 мин                                          | Штраф                               | 6 мин                                                                                                 |                      | Судьи: Бирюков (Москва) Шемякин (Магнитогорск) |
|                                                |                                     | |                      |                                                |
|                                                | 39                                  | Броски                                                                                                | 35                   |                                                |